# Gerhard Krumbach
Gerhard Georg Wilhelm Krumbach (* 22. März 1895 in Hamburg; † 23. Dezember 1955 in Jena) war ein deutscher Seismologe.

## Leben
Gerhard Krumbach war ein Sohn des Zollamtsassistenten 1. Klasse Johannes Albert Julius Krumbach und dessen Frau Lisbeth, geborene Zöllner.
Krumbach studierte Mathematik und Naturwissenschaften in Freiburg im Breisgau und Göttingen. Zunächst war er als Assistent am Geophysikalischen Institut Göttingen tätig, übernahm dann ab Oktober 1924 als Regierungsrat die Stelle als Abteilungsleiter für instrumentelle Erdbebenforschung an der neu gebildeten Reichsanstalt für Erdbebenforschung in Jena. Bereits im Jahr 1922 gehörte er zu den Gründungsmitgliedern der Deutschen Seismologischen Gesellschaft. Zudem wurde er 1922 Mitglied der Hamburger Freimaurerloge Zum Gral. Ein Arbeitsschwerpunkt war die Untersuchung lokaler seismischer Erscheinungen, vor allem von Gebirgsschlägen. Dies erforderte eine Tätigkeit mit Messgeräten vor Ort. 1938 führte Krumbach erfolgreich entsprechende Testmessungen im Kupferschieferrevier von Eisleben durch. 1946 übernahm die Deutsche Akademie der Wissenschaften das Institut. Krumbach wurde im Mai des Jahres zum Direktor der später als Institut für Bodendynamik und Erdbebenforschung firmierenden Einrichtung berufen.
Er weitete den Aufgabenkreis des Instituts aus und stellte die Aspekte der angewandten Seismik sowie der Bodendynamik in den Vordergrund. Er knüpfte an seine Gebirgsschlagforschungen an. Nach seinen Plänen entstand am Burgweg 11 ein neues Institutsgebäude. Sein Wirken, vor allem praktische Arbeiten zu seismischen Beobachtungen und die Weiterentwicklung instrumenteller Methoden, fand internationale Anerkennung.
Die Kunsthistorikerin und Direktorin des Goethe-Nationalmuseums in Weimar Renate Müller-Krumbach war seine Tochter.